# Q.850
Q.850 - рекомендация ITU-T, описывающая коды ответов узлов телефонной сети в системах сигнализации DSS1 и ОКС-7 (ISUP). 

Полное название документа Q.850: "Использование причины и местоположения в цифровой абонентской системе сигнализации №1 и подсистеме пользователя ISDN системы сигнализации №7" 
Usage of cause and location in the Digital Subscriber Signalling System No. 1 and the Signalling System No. 7 ISDN user part
Один из узлов, принимающий участие в обработке вызова (оконечное устройство или транзитный коммутатор), завершая соединение (в конце разговора или на этапе попыток установить соединение, найти подходящий маршрут для отправки вызова) указывает причину такой операции в соответствующем поле сообщения, передаваемого другим узлам. Причины завершения рекомендации  Q.931 практически полностью соответствуют Q.850 для ISDN.
Обычно на телефонном коммутаторе можно настроить, какой акустический сигнал будет проигрываться абоненту для каждого кода завершения (абонент недоступен, абонент занят, сеть перегружена и т.п.).
Примеры кодов ответов:
| Код | Значение                                           | Пояснение                                                         |
| --- | -------------------------------------------------- | ----------------------------------------------------------------- |
| 16  | Normal call clearing                               | Нормальное завершение вызова                                      |
| 17  | User busy                                          | Абонент занят                                                     |
| 18  | No user responding                                 | Вызываемый абонент не отвечает                                    |
| 28  | Invalid Number Format (address incomplete).        | Вызываемый номер не соответствует принятому формату или не полон. |
| 34  | No circuit/channel available                       | Нет доступного канала                                             |
| 101 | The Message is Not Compatible with the Call State. | Полученное сообщение несовместимо с состоянием вызова.            |
| 102 | Recovery on timer expiry                           | Таймер закончился                                                 |